# Frédéric Huijbregts
 (février 2012).
Si vous disposez d'ouvrages ou d'articles de référence ou si vous connaissez des sites web de qualité traitant du thème abordé ici, merci de compléter l'article en donnant les références utiles à sa vérifiabilité et en les liant à la section « Notes et références ».
Frédéric Huijbregts, né le 24 février 1956 à Suresnes et mort le 25 mars 2012 à Nogent-sur-Marne, est un photographe néerlandais qui vivait et travaillait à Paris.

## Biographie
Après la fin de son cursus scolaire au lycée français de Madrid, il poursuit ses études d'arts à Paris à la faculté St Charles avec notamment Michel Journiac et en physique-chimie photographique à la faculté de Jussieu. En 1978, il rentre comme assistant chez le photographe Frédéric Proust. Là, il fait ses classes chambre noire et studio.
En 1980, il est recruté au journal Medias pour réaliser les photographies du magazine et en 1984, collabore avec le magazine  Voir magazine mensuel des nouvelles technologies de l'image publié par Télérama de mars 1984 à mars 1985.
C'est après un portfolio dans le magazine suisse Émois avec un article de Patrick Roegiers sur les plus célèbres créateurs de parfum que s'enchaînent ensuite de nombreuses collaborations avec Vogue, Vogue Hommes, Madame Figaro, VSD, Le Monde, Création Magazine avec Benoît Delépine, L'Équipe magazine etc. Il expose aussi en France et en Europe ses portraits : Serge Gainsbourg, Karl Lagerfeld, Mickey Rourke, Luc Besson etc.[réf. nécessaire]
En 1992, il fonde, avec Alain Escudier, les éditions Terre Bleue. Il réalise alors sept ouvrages de photographies relatant ses voyages autour du monde. À partir de 2004, il réalise avec Jean-Louis Vibert, nouvel associé au sein des éditions Terre Bleue, l'exposition et le livre de Willy Ronis Le Val et les Bords de Marne, en 2005, avec Sebastião Salgado L'Homme et l'eau, en 2006 Le front populaire des photographes, en 2007 Rêve et eau, en 2008 Les batailles de l'eau et en 2010 Nues de Willy Ronis et Philippe Sollers.
En mars 2012, persuadé qu'il était atteint de la maladie de Horton et pensant qu'il finirait aveugle , il se donne la mort dans son atelier de Nogent-sur-Marne.

## Expositions
- 2011 : Gainsbourg chez Sotheby's
- 2010 : exposition chiottissime, Paris Bastille
  - La cuisine des Nez
- 2007 : Charenton-le-Pont, espace Art & Liberté
- 2005 : Jardin des Turpitudes, Fondation Rothschild Paris
- 2004 : Nogent-sur-Marne
- 2003 : Papou's portraits, Paris
- 2002 : Afrique australe, pavillon Gabriel Paris
  - Drapeaux, Washington
- 2001 : Madagascar, pavillon Gabriel, Paris
- 2000 : Australie, ambassade d'Australie, Paris
- 1999 : Mélanésie, pavillon Gabriel Paris
- 1998 : SIPI, pavillon Gabriel, Paris
  - Chroniques Nomades, Honfleur
- 1997 : Cologne et Paris pour Agfa
- 1996 : Indonésie, pavillon Gabriel, Paris
  - Cologne, Fotokina (Allemagne)
- 1995 : SIPI, paris
- 1994 : Viêt Nam, pavillon Gabriel, Paris
- 1993 : Chine, pavillon Gabriel, paris
- 1990 : Rencontres photographiques, Arles
- 1989 : Cologne, Fotokina (Allemagne)
- 1988 : SIPI, Paris
- 1988 : galerie CanonPulitzer, Amsterdam
- 1987 : galerie Paule Pia, Anvers
- 1987 : JIP, Arles
- 1987 : Fondation Cartier, Paris
- 1986 : Espace Les Halles, Paris
- 1980 : Jeunes Créateurs, Paris
- 1977 : Espace Rue Saint-Dominique, Paris

## Prix
- Médaille d'or et de bronze Art Directors Club, Suisse 1987, Catalogue fashion Löw [réf. souhaitée]
- 1er, Prix Sri Lanka, 2e Prix Budapest, [réf. souhaitée]
- Prix CBS News, Stratégie, Photographies Magazine[5].
- Deux fois nommé au Prix Hyppolite Bayard[6]
- Prix Affichage Public [réf. souhaitée]

## Publications
- 1992 : Impression Chinoise
- 1993 : Viêt Nam l'invitation
- 1995 : Indonésie Le dragon dans la mer
- 1997 : Mélanésie Les Perles Noires
- 1998 : Australie Terra Australis
- 2000 : Madagascar
- 2001 : Afrique Afrique Australe
- 2010 : La cuisine des nez